# Traité de Versailles (1780)
 (juillet 2019).
Si vous disposez d'ouvrages ou d'articles de référence ou si vous connaissez des sites web de qualité traitant du thème abordé ici, merci de compléter l'article en donnant les références utiles à sa vérifiabilité et en les liant à la section « Notes et références ».
Pour les articles homonymes, voir Traité de Versailles (homonymie).
Le traité de Versailles de 1780 est un traité signé à Versailles, le 20 juin 1780, entre le royaume de France et l'évêché de Bâle, sous le règne du roi de France Louis XVI et durant l'épiscopat de Louis de Wangen-Geroldseck. Traité frontalier, il fait du Doubs la limite entre le royaume et de la principauté épiscopale de Bâle.

## Contexte
Par le traité de Nimègue de 1678, le comté de Bourgogne est cédé à la France et la principauté de Bâle devient frontalière du royaume.

## Contenu
Par l'article 2, le prince-évêque cède au roi ses droits de souveraineté sur la partie de la seigneurie de Franquemont située sur la rive gauche du Doubs.
Par l'article 4, le roi cède au prince-évêque la partie de la baronnie de Montjoie située sur la rive droite du Doubs.
Par l'article 8, le prince-évêque cède au roi la souveraineté sur la seigneurie de Chauvilliers qui est unie et incorporée à l'Alsace.
Par l'article 9, le roi cède au prince-évêque quatre maisons appartement au village de Damvant, dépendance de la seigneurie de Blamont, en comté de Bourgogne.
Par l'article 10, le roi cède au prince-évêque ses droits de souveraineté, ressort et juridiction sur environ cent arpents situés à l'extrémité de Villars-le-Sec.
Par l'article 11, le roi cède au prince-évêque ses droits de souveraineté, ressort et juridiction sur le village de Boncourt, dépendant alors de la seigneurie de Delle, en Alsace.

## Entrée en vigueur
Le 11 juillet 1780, Louis XVI ratifie le traité et, par lettres patentes du 23 décembre 1780, en ordonne l'exécution.
Par décret du 30 mars 1781, Louis de Wangen-Geroldseck communique le traité à la diète d'Empire qui le ratifie le 11 juillet 1785.